# Elfmeterschießen

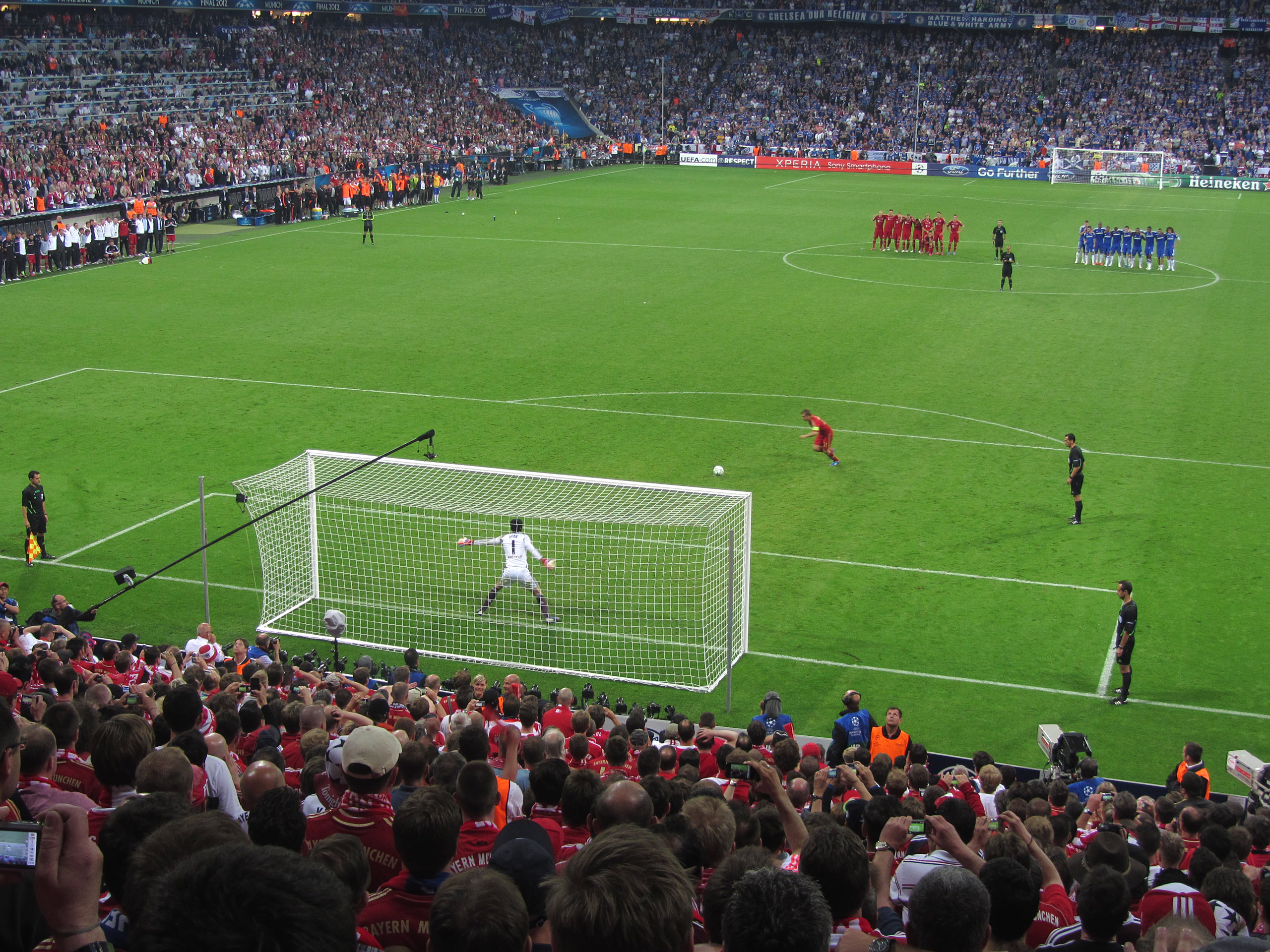
Erster Elfmeter im Elfmeterschießen des Champions-League-Finales 2012. Im Hintergrund versammeln sich die restlichen Feldspieler im Mittelkreis.

Das Elfmeterschießen, in der Schweiz Penaltyschiessen, ist eine der im Regelwerk vorgesehenen Vorgehensweisen zur Ermittlung eines Siegers beim Fußball. Es wird seit 1976 weltweit angewendet, wenn ein Fußballspiel zwingend einen Sieger benötigt, ein solcher aber zum Ende der Spielzeit nicht feststeht. Die Bestimmungen des jeweiligen Wettbewerbs regeln, ob zunächst andere Vorgehensweisen zur Ermittlung eines Siegers anzuwenden sind, was häufig durch eine Verlängerung der Fall ist. Sofern das Elfmeterschießen vorgesehen ist, kommt danach keine weitere Möglichkeit zur Ermittlung eines Siegers mehr in Betracht, da das Elfmeterschießen immer einen Sieger hat.
Beim Elfmeterschießen führen wechselweise fünf Spieler jeder Mannschaft einen Torschuss von der Strafstoßmarke aus. Die Mannschaft mit den meisten Toren gewinnt. Dieser Vorgang wird allerdings vorzeitig beendet, wenn eine Mannschaft einen nicht mehr einholbaren Vorsprung erzielt hat. Steht es nach dem Vorgang weiter unentschieden, wird dieser jeweils um einen Schützen je Mannschaft verlängert, bis das Spiel entschieden ist.

## Anwendung
Das Regelwerk sieht neben der Verlängerung und der unterschiedlichen Wertung auswärts erzielter Tore im Abschnitt „Vorgehensweisen zur Ermittlung eines Siegers“ auch das Elfmeterschießen vor, welches einige Jahre lang offiziell als „Schüsse von der Strafstoßmarke zur Spielentscheidung“ bezeichnet wurde. Im deutschen Regelbuch trifft man dabei auf die Besonderheit, dass im entsprechenden Abschnitt immer vom „Elfmeter“ gesprochen wird, der als solcher aber nicht weiter definiert ist. Es handelt sich dabei zweifelsfrei um Schüsse von der Strafstoßmarke nach den Regularien eines Strafstoßes, wobei ein Nachschuss nicht zugelassen ist und die Abstandsbestimmung durch den Umstand, dass klar definiert ist, wo sich die übrigen Spieler und der momentan unbeteiligte Torwart aufzuhalten haben, gegenstandslos ist. Allerdings ist immer die „Wirkung“ abzuwarten, was bedeutet, dass beispielsweise ein Schuss, der vom Torwart gegen die Latte gelenkt wurde und bei dem der Ball zunächst wieder in das Feld, dann aber dem Torwart in den Rücken springt und anschließend in das Tor geht, sehr wohl als Tor zu zählen ist.
Die meisten Fußballspiele bedürfen keiner derartigen Entscheidung. Freundschaftsspiele bedürfen nie einer Entscheidung, bei Punktspielen erhalten bei einem Unentschieden beide Mannschaften einen Punkt. Spiele, die nach dem K.-o.-System ausgetragen werden, wie beispielsweise Pokalspiele oder Fußballturniere im Anschluss an die Gruppenphase, erfordern aber zwingend einen Sieger, ebenso wie Spielpaare im K.-o.-System, die trotz Hin- und Rückspiels nach dem Reglement am Ende des Rückspiels unentschieden sind, beispielsweise in der Ausscheidungsphase der UEFA Champions League oder in Relegationsspielen. Endet die reguläre Spielzeit unentschieden und erbringt eine in den Wettbewerbsbestimmungen vorgesehene Methode für die Ermittlung eines Siegers (Verlängerung, Auswärtstoreregelung oder eine sonstige Festlegung wie z. B. klassentieferer Verein) keine Entscheidung, so ist nach aktuellem Reglement ein Elfmeterschießen durchzuführen; gleichwohl können die Wettbewerbsbestimmungen auch unmittelbar ein Elfmeterschießen vorsehen, ohne dass es einer Verlängerung und/oder der Anwendung der Auswärtstoreregelung bedarf.

## Ablauf
Die Schützen beider Mannschaften schießen auf dasselbe Tor. Dadurch wird ausgeschlossen, dass zum Beispiel durch einen tiefen Stand der Sonne ungleiche Bedingungen herrschen. Auf welches Tor geschossen wird, legt der Schiedsrichter fest, soweit es sachliche Gründe für die Auswahl eines Tors gibt, ansonsten wird per Münzwurf durch den Schiedsrichter ausgelost.
Teilnahmeberechtigt sind alle Spieler, die beim Abpfiff noch am Spiel teilnehmen. Auswechslungen sind nur für den Torwart gestattet, wenn sich dieser verletzt und das Wechselkontingent noch nicht erschöpft ist. Unterscheidet sich vor oder während des Elfmeterschießens die Anzahl der Spieler (wegen Ausschlüssen/Verletzungen), muss die zahlenmäßig stärkere Mannschaft so viele Spieler nach eigener Auswahl entfernen, bis beide Mannschaften über gleich viele Schützen verfügen. Der Hintergrund für diese Regelung erschließt sich aus folgendem Beispiel: Tritt eine Mannschaft mit nur noch zehn Spielern gegen einen vollzähligen Gegner an, müsste beim elften Pärchen der vermeintlich schwächste Schütze der kompletten Mannschaft gegen einen frei wählbaren, also wahrscheinlich den besten Schützen der reduzierten Mannschaft antreten. So wäre eine Mannschaft, die einen Feldverweis hinnehmen musste, sogar im Vorteil. Dies widerspräche dem Fairplay-Gedanken.
Alle Spieler, mit Ausnahme des jeweiligen Schützen und beider Torwarte, müssen sich während des Elfmeterschießens im Mittelkreis aufhalten. Der Torwart der Mannschaft des Schützen muss sich außerhalb des Strafraums aufhalten und soll dabei einen der Eckpunkte des Strafraums mit der Torlinie aufsuchen.
Der Schiedsrichter lost mit beiden Spielführern durch Münzwurf aus, wer den ersten Schuss ausführt. Der Gewinner der Auslosung darf festlegen, ob seine Mannschaft zuerst schießen wird. Abwechselnd schießt je ein Spieler beider Mannschaften einen Elfmeter (siehe oben).
Es gewinnt diejenige Mannschaft, die von ihren fünf Elfmetern mehr verwandelt als die andere Mannschaft. Vergibt ein Spieler seinen Elfmeter (wird vom Torwart abgewehrt, neben bzw. über das Tor geschossen oder alleiniger Verstoß des Schützen gegen die Regeln, wenn der Ball nicht in das Tor geht) und gerät seine Mannschaft dadurch in Rückstand, so hat sie noch nicht verloren, sofern genügend auszuführende Elfmeter verbleiben, um den Rückstand wieder aufholen zu können (beispielsweise bei einem Stand von 2:3 nach je drei Elfmetern). Das Elfmeterschießen wird vorzeitig beendet, wenn eine Mannschaft bereits als Sieger feststeht, weil ihr Vorsprung nicht mehr einholbar ist. Das ist beispielsweise der Fall beim Stand von 4:2 nach jeweils vier Elfmetern.
Besteht nach jeweils fünf geschossenen Elfmetern Gleichstand, wird die Prozedur so lange um jeweils einen Elfmeter für jede Mannschaft fortgesetzt, bis ein Sieger ermittelt ist. Dabei müssen zunächst alle Spieler einschließlich der Torhüter einer Mannschaft einen Elfmeter schießen.
Kamen alle Spieler an die Reihe und besteht noch immer Gleichstand, so schießt wieder abwechselnd erneut jeweils ein Spieler beider Mannschaften. Die Reihenfolge der Schützen innerhalb der Mannschaft ist jedoch vom ersten Durchgang unabhängig, das heißt, der ursprünglich siebte Schütze darf beispielsweise den ersten Strafstoß des zweiten Durchgangs schießen. Kein Spieler darf jedoch ein drittes Mal schießen, solange nicht alle Mannschaftskameraden auch mindestens zweimal angetreten sind. Dies gilt entsprechend für alle weiteren eventuell erforderlichen Durchgänge.

### ABBA-System
Bei den U-17-Europameisterschaften der Frauen und Männer 2017 wurde ein neues, meist als „ABBA-System“ bezeichnetes Verfahren getestet: Dabei traten die Schützen der Mannschaften A und B in der Reihenfolge ABBAABBA etc. an – ähnlich dem Verfahren beim Tie-Break im Tennis. Mit diesem Experiment sollte gemäß der Fair-play-Initiative des International Football Association Board (IFAB) überprüft werden, ob der Startvorteil der Mannschaft A damit reduziert werden konnte. Das neue Verfahren kam bei beiden Turnieren jeweils im Halbfinale und Finale zur Anwendung, wobei bei den Juniorinnen Deutschland zweimal als Mannschaft A gewann – gegen Norwegen und Spanien. Bei den Junioren gewann Spanien im Halbfinale gegen Deutschland als Mannschaft A sowie im Finale gegen England als Mannschaft B. Das neue Verfahren sollte ferner beim Blue Stars/FIFA Youth Cup 2017 am 24. und 25. Mai 2017 in Zürich getestet werden. Es kam auch bei der U-20-Weltmeisterschaft 2017 zur Anwendung, z. B. im Spiel um Platz 3 zwischen Italien und Uruguay.

## Besonderheit
Im Gegensatz zum „normalen“ Strafstoß, bei dem auch die übrigen Spieler in den Strafraum eindringen dürfen, sobald der Ball im Spiel ist, und bei dem – mit Ausnahme des Strafstoßes, der nach Ablauf der Spielzeit noch ausgeführt werden muss – ein Nachschuss möglich ist, ist dies beim Elfmeterschießen nicht erlaubt. Dafür gilt der Elfmeter aber erst als abgeschlossen, wenn die Wirkung eingetreten ist, also der Ball im Tor ist, das Spielfeld oder den Strafraum verlassen hat oder sich nicht mehr bewegt.

## Geschichte
Varianten des modernen Elfmeterschießens wurden bereits in den 1950er- und 1960er-Jahren in verschiedenen nationalen Wettbewerben und in kleineren Turnieren verwendet. Beispiele für nationale Wettbewerbe sind der jugoslawischen Fußballpokal 1952, die Copa México 1954, die Coppa Italia 1958/59 und der Schweizer Jugend-Cup 1959/60. Bei der Coppa Italia 1964/65, bei der eines der beiden Halbfinalmatches, nämlich dasjenige zwischen Inter Mailand und AS Rom, trotz Verlängerung 2:2 geendet hatte und bei der sich die Mailänder für das Finale gegen Juventus Turin (1:0-Sieg gegen AC Turin) im Elfmeterschießen qualifizieren konnten, gab es einen speziellen Modus: Es trat beidseitig nur ein Spieler zu (vorerst) sechs Schüssen an. Es waren dies (Reihenfolge unbekannt) Luis Suárez für Inter und Pedro Manfredini für die Römer – und Suárez brachte alle Schüsse unter, sein Konkurrent hingegen nur vier. Zu den internationalen Beispielen zählen der Uhrencup 1962 (auf Vorschlag von dessen Gründer Kurt Weissbrodt), der Final der Trofeo Ramón de Carranza 1962 (auf Vorschlag des Journalisten Rafael Ballester), und ein Silbermedaillen-Playoffspiel zwischen Amateurmannschaften aus Venezuela und Bolivien bei den Bolivar-Spielen 1965.
Einige dieser Varianten wichen jedoch von der heutigen Form ab. Bei der Coppa Italia 1960 wurde etwa nach einem ausgeglichenen Elfmeterschießen erneut das Los herangezogen, anstatt mit jeweils einem Elfmeter fortzufahren. Beim Jugend-Cup 1966/67 wurde das Elfmeterschießen nach einem Gleichstand wiederholt mit fünf weiteren Elfmetern und beim Uhrencup musste in den Anfangsjahren jeweils ein Schütze alle fünf Elfmeter ausführen und bei mehrmaligem ausgeglichenem Ergebnis wurde erneut auf den Losentscheid zurückgegriffen. Bei der Copa México 1954 traten hingegen anstatt der heute üblichen fünf Schützen nur drei pro Mannschaft an.

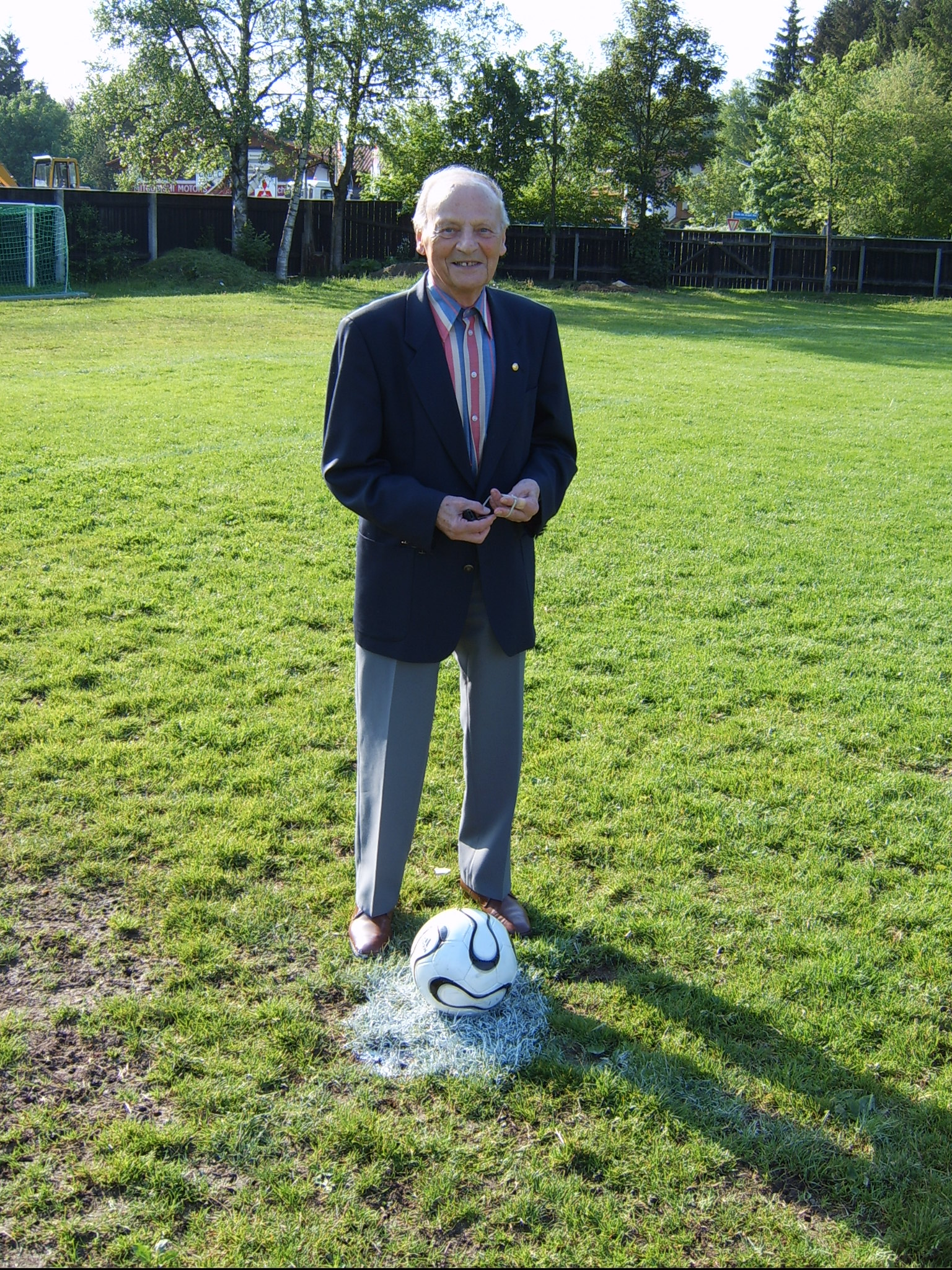
Karl Wald (2006)

Wer zuerst die moderne Variante erfunden hat, ist umstritten. Der Schiedsrichter Karl Wald beanspruchte die Idee für sich. Er fand am 30. Mai 1970 auf dem bayerischen Schiedsrichter-Verbandstag in München für die von ihm akribisch ausgearbeitete, heute international geltende Regel eine Mehrheit bei den Delegierten gegen den Widerstand der Verbandsführung. Wenig später übernahm auch der Deutsche Fußball-Bund (DFB) die Regel aus Bayern.
Im Bereich des DFB und seiner Mitgliedsverbände fand das erste Elfmeterschießen in einem Pflichtspiel bereits drei Jahre vorher statt. Am 27. Mai 1967 wurde so die WFV-Pokalbegegnung zwischen der SpVgg 07 Ludwigsburg und dem 1. FC Normannia Gmünd entschieden. Der Württembergische Fußballverband hatte die bereits seit einigen Jahren im Jugendbereich erprobte Praxis ab 1965 für den Aktivenbereich verpflichtend eingeführt. Das erste offizielle Elfmeterschießen in einem deutschlandweiten Wettbewerb fand am 23. Dezember 1970 beim DFB-Pokalspiel FC Schalke 04 gegen den VfL Wolfsburg statt, das die Schalker für sich entscheiden konnten.
Unabhängig von Wald entwickelte auch Yosef Dagan, in den 1960ern Generalsekretär des israelischen Fußballverbandes (IFA), eine Variante des modernen Entscheidungsschießens, nachdem er gesehen hatte, wie die israelische Nationalmannschaft das Olympische Viertelfinalspiel 1968 durch Münzwurf verloren hatte. Michael Almog, der später Präsident der IFA wurde, beschreibt Dagans Vorschlag in einem Brief, der im August 1969 in den FIFA News veröffentlicht wurde.
In dem Schreiben wird der Losentscheidend als unsportliche und unmoralische Entscheidungsform für Ausscheidungsspiele kritisiert. Almog fordert die Abschaffung dieses Verfahrens und schlägt eine mögliche Alternative vor:

„One of the alternatives for the changing of this system could be that at the end of a match when, even after extra-time, the winner has still not been decided (if the competition is played by eliminating the loser), another match will be held at least 24 hours after this match, played according to the same system (extension of time). Even if then the winner is not decided, 5 penalty kicks will be taken by each team by different players (from the 11 who finished the match). If the winner is still not determined one penalty kick will be taken by each team until the winner is eventually decided.
I am not suggesting that this system is the best one, but I think it is better than the system of drawing lots because it is more sportive and more convincing for both sides participating in the competition.“

Gemäß diesem Vorschlag sollte ein Elfmeterschießen erst stattfinden, wenn auch nach einer Verlängerung sowie einem Wiederholungsspiel mit einer weiteren Verlängerung noch kein Sieger gefunden war. Wie auch beim heutigen Elfmeterschießen sollten dann pro Team zunächst fünf Elfmeter durch verschiedene Spieler erfolgen; die Reihenfolge dieser Elfmeter wird nicht festgelegt. Anschließend wird ein Elfmeter pro Team durchgeführt, bis ein Gewinner feststeht.
Auf Initiative des malaysischen Fußballfunktionärs Koe Ewe Teik schlug die FIFA daraufhin im Februar 1970 ein Entscheidungsverfahren vor, das gegenüber dem Vorschlag von Dagan und Almog spezifiziert und abgewandelt war: Ein Wiederholungsspiel ist hier nun nicht mehr Bestandteil des Verfahrens und dem Schiedsrichter wird die Entscheidung überlassen, auf welches Tor geschossen wird. Eine Arbeitsgruppe des International Football Association Boards (IFAB) diskutierte den Vorschlag am 20. Februar 1970 und empfahl ihn zur Annahme, obwohl sie „nicht vollständig zufrieden“ damit war. Die Regeländerung zugunsten des Entscheidungsschießens wurde auf der IFAB-Jahresversammlung am 27. Juni 1970 angenommen, hierbei wurden erneut Elemente abgewandelt und spezifiziert. So findet sich in dieser Formulierung der Regeln nun beispielsweise die Durchführung der Elfmeter abwechselnd zwischen den Teams anstelle einer unterbrechnungsfreien Durchführung pro Team.
Im Juli 1975 beschloss die UEFA, sowohl im Meister- als auch Pokalsieger-Cup Endspiele auch durch diesen Vorgang entscheiden zu lassen (zuvor hatte es hier eine Wiederholung gegeben; bislang war diese Regelung nur in den Vorrunden gegeben.)
Das erste große Turnier, das durch ein Elfmeterschießen entschieden wurde, war die Fußball-Europameisterschaft 1976, als im Finale Deutschland und die Tschechoslowakei aufeinandertrafen. Uli Hoeneß schoss übers Tor, während Antonín Panenka seinen Elfmeter mit einem leichten Lupfer in die Tormitte verwandelte und die ČSSR zum Europameister machte. Erstmals bei Weltmeisterschaften wurde das Halbfinale bei der WM 1982 Deutschland gegen Frankreich in Spanien mit einem Elfmeterschießen entschieden, wobei Deutschland sich durchsetzte.
Als sprichwörtlich erfolglose Mannschaft im Elfmeterschießen gilt die englische Nationalmannschaft. Sie musste von 1990 bis 2021 bei Welt- und Europameisterschaften neunmal zum Elfmeterschießen antreten und verlor dabei siebenmal (WM-Halbfinale 1990 und EM-Halbfinale 1996 jeweils gegen Deutschland, WM-Achtelfinale 1998 gegen Argentinien, EM-Viertelfinale 2004 und WM-Viertelfinale 2006 jeweils gegen Portugal und EM-Viertelfinale 2012 und EM-Finale 2021 gegen Italien). Siege im Elfmeterschießen gelangen ihr im Viertelfinale der Europameisterschaft 1996 gegen Spanien im eigenen Land und bei der Fußball-Weltmeisterschaft 2018 in Russland im Achtelfinale gegen Kolumbien. Die Negativ-Serie wird von englischen Fans und Medien geflissentlich verfolgt. So auch, als England im Halbfinale der U-21-EM 2017 im Elfmeterschießen ausschied. Der Evening Standard meldete: „It was an all too familiar story …“ („Es war eine nur zu bekannte Geschichte …“), während der Sieg bei der WM 2018 entsprechend gefeiert wurde.

## Auswirkung auf das offizielle Spielergebnis
Die offizielle Spielzeit eines Fußballspiels endet nach 90 Minuten; soweit eine Verlängerung vorgesehen ist und erforderlich war, nach 120 Minuten. Der Spielstand zu diesem Zeitpunkt wird als offizielles Spielergebnis gewertet. Das anschließende Elfmeterschießen dient lediglich der „Ermittlung eines Siegers“. Für die Punktevergabe, beispielsweise für die FIFA-Weltrangliste, gilt nach FIFA-Regeln gemäß neuer Berechnungsmethode, dass der Verlierer des Elfmeterschießens 0,5 W-Punkte von einem möglichen erhält (für das erreichte Unentschieden) und der „Sieger“ des Spiels lediglich 0,75 W-Punkte, früher 1 bzw. 2 M-Punkte.

## Rekorde
- Die meisten Elfmeterschießen: 35 durch Sambia, davon 18 gewonnen
- Die meisten Elfmeterschießen bei Weltmeisterschaften:
  - 7 durch Argentinien, davon 6 gewonnen
  - 5 durch Brasilien, davon 3 gewonnen
  - 5 durch Frankreich, davon 3 verloren
  - 5 durch Spanien, davon 4 verloren
- Das längste Elfmeterschießen: Am 21. Mai 2024 erfolgten nach Verlängerung (2:2) im Halbfinale in der dritten israelischen Fußballliga zwischen SC Dimona und Schimschon Tel Aviv 56 Elfmeterschüsse. SC Dimona siegte mit 23:22.[37][38]
- Das längste Elfmeterschießen in einem UEFA-Wettbewerb fand am 15. August 2024 in der 3. Qualifikationsrunde der UEFA Europa League zwischen Ajax Amsterdam und Panathinaikos Athen statt. Das Elfmeterschießen endete nach 34 Elfmetern mit 13:12 für Ajax Amsterdam.[39]